# 你們的幸福
《你們的幸福》是香港女歌手謝安琪於2011年10月推出的廣東大碟，是她第九張專輯。第二版於11月25日推出，特别收录《Moov Live 2011謝安琪》现场精彩演绎新碟的作品。

## 專輯簡介
《你們的幸福》的主題是「快樂」和「幸福」，所談及的，並不只是吃喝玩樂和遊戲人間。更想探討的，是在這千瘡百孔和末世氣氛彌漫的社會裡，什麼是「快樂」和「幸福」，並希望與聽眾一同思考，各自找出適合自己的詮釋。社會不同階層的人每天都在努力，努力尋找他們心中的「幸福」，當中有苦有樂，我們究竟應好好細味這種追尋幸福的過程，還是對此艱難的人生路怨聲載道？整張專輯將收錄11首全新作品，第一首主打歌〈十二月二十〉於2011年5月派台，並已經取得三台冠軍。第二首主打歌〈你們的幸福〉於同年8月派台，MV在Youtube上已取得超過400萬的觀看次數。

## 歌曲概念
〈十二月二十〉
借2012年12月21日為末日之說作背景，想像到底在末日前一天，人們會如何利用這一天。實質上，這首歌想探討的是香港的貧富差距、階級分歧和人類生存價值等等的問題。
〈潔淨皇后〉
一位新來港的女清潔工，可能身懷絕技，但是在香港這個社會她的資歷不但不獲承認，更飽受他人歧視。為了幫助女兒脫貧，只能努力做好一位「潔淨皇后」......
〈你們的幸福〉
面對社會上的種種問題時，有些人會選擇對問題不聞不問，企圖置身事外。這首歌探討的是我們應否以忙碌為理由逃避身邊的社會問題，以及究竟無知是不是真正的有福。
〈臨崖勒馬〉
人類的發展已經對我們的環境造成嚴重的損害，若我們未能及時臨崖勒馬，會對下一代造成什麼影響？我們是否太不負責任？
〈少女瑪利亞〉
本歌除了歌頌瑪利亞年輕時的偉大，更提出雖然我們不能改變現代社會，但只要願意作出少許犧牲，假以時日也許能夠改變世界。
〈第二天 (快樂是…)〉
從2007年謝安琪懷孕的「第一天」，到四年後的「第二天」，謝安琪對兒子的心聲究竟是什麼呢？
〈十二月二十二〉
與十二月二十相反，這首歌談及的是末日過後，人們會對以往的經歷有什麼體會及反省。

## 音樂錄像帶
| 曲目次序 | 歌名                       | 導演                | 首播日期      | 首播平台 | 連結                        |
| -------- | -------------------------- | ------------------- | ------------- | -------- | --------------------------- |
| 01       | 十二月二十                 | 譚達華              | 2011年8月16日 | Youtube  | 連結 （页面存档备份，存于） |
| 04       | 你們的幸福                 | rabbit@ptu          | 2011年8月29日 | Youtube  | 連結 （页面存档备份，存于） |
| 06       | 少女瑪利亞                 | rabbit@ptu & AplisE | -             | -        | 連結 （页面存档备份，存于） |
| 10       | 大城小動 (Promotion Video) |                     | 2011年7月11日 | RTHK.HK  | 連結 （页面存档备份，存于） |

## 曲目
| CD   | CD                                     | CD     | CD          | CD          | CD          |
| 曲序 | 曲目                                   |        | 作曲        | 编曲        | 製作人      |
| ---- | -------------------------------------- | ------ | ----------- | ----------- | ----------- |
| 1.   | 十二月二十                             | 周博賢 | 周博賢      | 周博賢      | 周博賢      |
| 2.   | 潔淨皇后                               | 周博賢 | 英師傅      | 英師傅      | 英師傅      |
| 3.   | 第二天（快樂是…）                      | 周博賢 | 英師傅      | 英師傅      | 英師傅      |
| 4.   | 你們的幸福                             | 林夕   | 澤日生      | 陳珀        | Alvin Leong |
| 5.   | 臨崖勒馬                               | 周博賢 | Cousin Fung | Cousin Fung | 周博賢      |
| 6.   | 少女瑪利亞                             | 周博賢 | Eric Kwok   | Eric Kwok   | Eric Kwok   |
| 7.   | 溫室                                   | 周博賢 | Seasons Lee | Seasons Lee | Seasons Lee |
| 8.   | 借過                                   | 周博賢 | Eric Kwok   | Eric Kwok   | Eric Kwok   |
| 9.   | 浮雲                                   | 林若寧 | 葉秀雯      | C.Y. Kong   | Alvin Leong |
| 10.  | 大城小動（香港電台《香港故事》主題曲） | 周博賢 | Cousin Fung | Cousin Fung | 周博賢      |
| 11.  | 十二月二十二                           | 周博賢 | 黃慧雯      | 周博賢      | 周博賢      |

| DVD  | DVD                       | DVD    | DVD       | DVD        |
| 曲序 | 曲目                      |        | 作曲      | 導演       |
| ---- | ------------------------- | ------ | --------- | ---------- |
| 1.   | 十二月二十（music video） | 周博賢 | 周博賢    | 譚達華     |
| 2.   | 你們的幸福（music video） | 林夕   | 澤日生    | rabbit@ptu |
| 3.   | 少女瑪利亞（music video） | 周博賢 | Eric Kwok | rabbit@ptu |

| 第二版 DVD | 第二版 DVD        | 第二版 DVD | 第二版 DVD  |
| 曲序       | 曲目              |            | 作曲        |
| ---------- | ----------------- | ---------- | ----------- |
| 1.         | 十二月二十        | 周博賢     | 周博賢      |
| 2.         | 跟我走            | 周博賢     | 周博賢      |
| 3.         | 臨崖勒馬          | 周博賢     | Cousin Fung |
| 4.         | 最後晚餐          | 周博賢     | 英師傅      |
| 5.         | 浮雲              | 林若寧     | 葉秀雯      |
| 6.         | 借過              | 周博賢     | Eric Kwok   |
| 7.         | 潔淨皇后          | 周博賢     | 英師傅      |
| 8.         | 第二天（快樂是…） | 周博賢     | 英師傅      |
| 9.         | 大城小動          | 周博賢     | Cousin Fung |
| 10.        | 賴床              | 周博賢     | Seasons Lee |
| 11.        | 入型入格          | 周博賢     | 周博賢      |
| 12.        | 你們的幸福        | 林夕       | 澤日生      |
| 13.        | 十二月二十二      | 周博賢     | 黃慧雯      |

## 派台歌曲
《你們的幸福》大碟的所有派台歌曲是謝安琪在叱咤903電台的903專業推介(該台的華語歌曲排行榜)中，上榜成績曾是最好的一張大碟，做出一碟「兩冠、兩亞」的佳績。其後這超卓的成績被2014年推出的廣東大碟《KONTINUE》以三冠、一亞的佳績超越。
- 第一首：《十二月二十》成為三台冠軍歌
- 第二首：《你們的幸福》成為三台冠軍歌
- 第三首：《十二月二十二》成為903專業推介亞軍歌
- 第四首：《臨崖勒馬》成為903專業推介亞軍歌，中文歌曲龍虎榜冠軍歌，新城勁爆流行榜亞軍歌